# Dreisamstadion
Le Dreisamstadion (de 2014 à 2021 Schwarzwald-Stadion, anciennement, Badenova-Stadion, puis Mage Solar Stadion) est un stade de football situé à Fribourg-en-Brisgau en Allemagne, inauguré en 1954. Il a une capacité de 24 000 places, comprenant notamment la tribune où les supporters sont debout, la Nordtribüne, de 6 000 places. Avec l'Europa-Park-Stadion ouvert au public en 2021, c'est l'un des deux stades dans lesquels évoluent les équipes du SC Fribourg.

## Histoire
Une des particularités de ce stade concerne ses tribunes, qui ne se trouvent qu'à un mètre derrière les buts, ce qui est unique en Europe. Deux centrales photovoltaïques d'une capacité de 250 000 kWh par an couvrent une grande partie de la demande énergétique du stade. Le plancher chauffant fonctionne dans le respect de l'environnement à l'aide de moteurs Stirling. Une autre est la pente du terrain puisqu'il y a un dénivelé d'un mètre entre les deux buts.
Un nouveau stade de 34 700 places, l'Europa-Park-Stadion situé près de l'aérodrome dans le quartier de Wolfswinkel, devait potentiellement être livré pour les matchs retour de la saison 2019-2020 mais a finalement été terminé à l'automne 2021 en raison de la pandémie de Covid-19. Lorsque l'équipe première du SC Fribourg prend possession du nouveau stade en octobre 2021, le Schwarzwald-Stadion est renommé Dreisamstadion et devient le terrain de jeu de l'équipe réserve et de l'équipe féminine du club.